# Jacco Eltingh
Jacco Eltingh (Heerde, 29 de Agosto de 1970) é um ex-tenista profissional holandês.

## Grand Slam Duplas finais

### Vitórias (6)
| Ano  | Campeonato              | Parceiro       | Oponentes                      | Placar                        |
| 1994 | Aberto da Austrália     | Paul Haarhuis  | Byron Black Jonathan Stark     | 6–7(3–7), 6–3, 6–4, 6–3       |
| 1994 | US Open                 | Paul Haarhuis  | Todd Woodbridge Mark Woodforde | 6–3, 7–6(7–1)                 |
| 1995 | Roland Garros           | Paul Haarhuis  | Nicklas Kulti Magnus Larsson   | 6–7(3–7), 6–4, 6–1            |
| 1998 | Roland Garros (2)       | Paul Haarhuis  | Mark Knowles Daniel Nestor     | 6–3, 3–6, 6–3                 |
| 1998 | Aberto da Austrália (2) | Jonas Björkman | Todd Woodbridge Mark Woodforde | 6–2, 5–7, 2–6, 6–4, 6–3       |
| 1998 | Wimbledon               | Paul Haarhuis  | Todd Woodbridge Mark Woodforde | 2–6, 6–4, 7–6(7–3), 5–7, 10–8 |

### Vice-Campeonatos (6)
| Ano  | Campeonato | Parceiro      | Oponentes                      | Placar                       |
| 1996 | US Open    | Paul Haarhuis | Todd Woodbridge Mark Woodforde | 6–4, 6–7(5–7), 6–7(5–7)      |
| 1997 | Wimbledon  | Paul Haarhuis | Todd Woodbridge Mark Woodforde | 6–7(4–7), 6–7(7–9), 7–5, 3–6 |

### Olimpíadas

#### Duplas: 1 (0–1)
| Posição  | Ano  | Campeonato | Piso | Parceiro      | Oponentes                          | Placar   |
| -------- | ---- | ---------- | ---- | ------------- | ---------------------------------- | -------- |
| 4° Lugar | 1996 | Atlanta    | Duro | Paul Haarhuis | Marc-Kevin Goellner David Prinosil | 2–6, 5–7 |